# Victorinox
Victorinox è un'impresa svizzera, 
fondata nel 1884 con sede a Ibach, nel Canton Svitto. È famosa per la fabbricazione ed esportazione in tutto il mondo del coltellino svizzero multifunzionale. Dal 2005 controlla anche l'altro storico produttore di coltellini, Wenger, che ha definitivamente assorbito nel 2013.

## Storia
La fabbrica di coltelli è stata fondata nel 1884 da Karl Elsener I per contrastare la crescente importazione di coltelli tedeschi in Svizzera, impegnandosi a sostenere l'industria locale e a creare opportunità per artigiani svizzeri.
Fin dal 1891 è fornitrice per l'Esercito svizzero del "coltello del soldato" (Swiss Army Knife) che viene consegnato a tutti i militi.
Il 12 giugno del 1897 venne depositato il marchio del coltello da Sport e da ufficiale dell'esercito, che è il vero precursore del coltellino svizzero oggi in commercio. Il successo del coltello fu inizialmente modesto a causa di difficoltà economiche, ma l'innovazione continua e il perfezionamento del design portarono a un riconoscimento globale.
Nell'anno 1909 alla coltelleria Elsener venne dato il nome di "Victoria" in memoria della defunta madre di Karl. L'invenzione dell'acciaio inossidabile chiamato "inox" diede l'idea al fondatore dell'impresa di ribattezzarla con l'attuale nome Victorinox. L'acciaio inossidabile, una scoperta fondamentale per l'industria, rivoluzionò la produzione e consentì di creare coltelli più resistenti alla corrosione, cementando il prestigio del marchio. La produzione di Victorinox non si limita al coltello tascabile, ma spazia nel ramo della coltelleria, dell'abbigliamento, dell'industria orologiera, della valigeria e della profumeria. Nel 2005, Victorinox ha acquisito Wenger, l'unico altro fornitore ufficiale di coltelli per l'esercito svizzero, unificando la produzione sotto un unico marchio e ampliando ulteriormente la sua offerta di prodotti.
Abbinando l'arte della coltelleria tascabile con le necessità del moderno viaggiatore, l'azienda ha introdotto sul mercato coltellini con incorporati gadget elettronici quali riproduttori MP3 o schede di memoria USB per computer. L'azienda è costantemente impegnata nell'innovazione, combinando la tradizione artigianale con le più moderne tecnologie per soddisfare le esigenze dei consumatori globali. La sede principale si trova a Ibach, nel cantone di Svitto, dove ancora oggi vengono prodotti la maggior parte dei coltellini, simbolo di eccellenza svizzera riconosciuto in tutto il mondo. L'azienda ha più 1800 impiegati e la superficie destinata alla produzione, uffici e magazzino è di 27 000 metri quadrati.
La cifra d'affari annua pubblicata si aggira intorno ai 500 milioni di franchi svizzeri.

## I loghi
La differenza tra i coltellini multiuso per l'esercito svizzero delle due aziende è data dai loghi, entrambi croce bianca in campo rosso. Ma la croce della Victorinox è racchiusa in uno scudo con simmetria bilaterale, la croce della Wenger è rinchiusa in un diamante arrotondato con simmetria quadrilaterale. Nel gennaio 2017 è entrata in vigore in Svizzera la legge che consente di proteggere i marchi. Dando vita ad una battaglia legale sui loghi tra Victorinox-Wenger da una parte e Swissgear dall'altra. Swissgear è un'azienda fondata nel 2014 a Baar, nel Canton Zugo, di proprietà di un cinese, Hunter Lee, e con un croce bianca in campo rosso nel logo molto simile a quella della Wenger.

## Galleria d'immagini

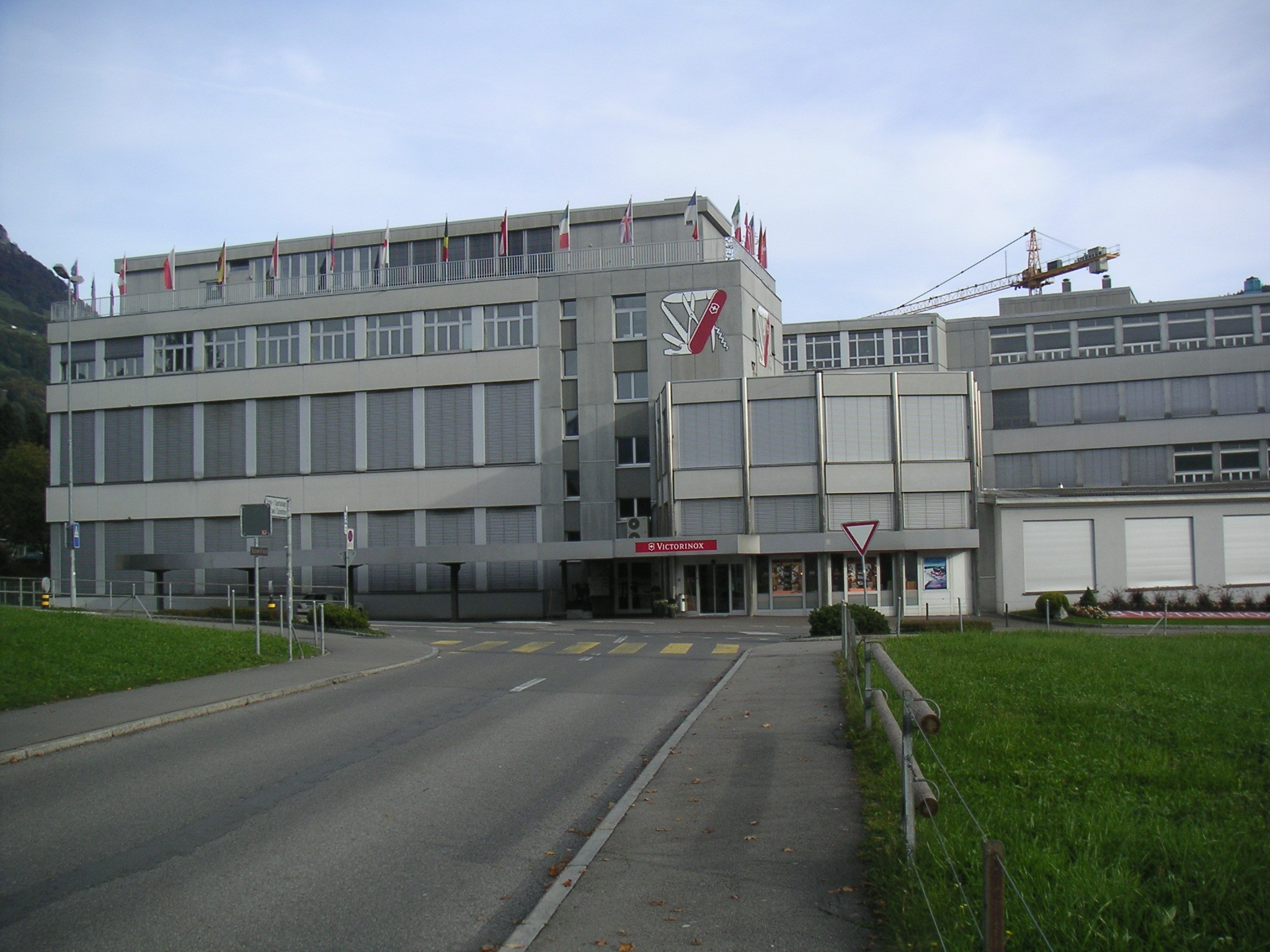
Ibach, l'edificio che ospita la fabbrica
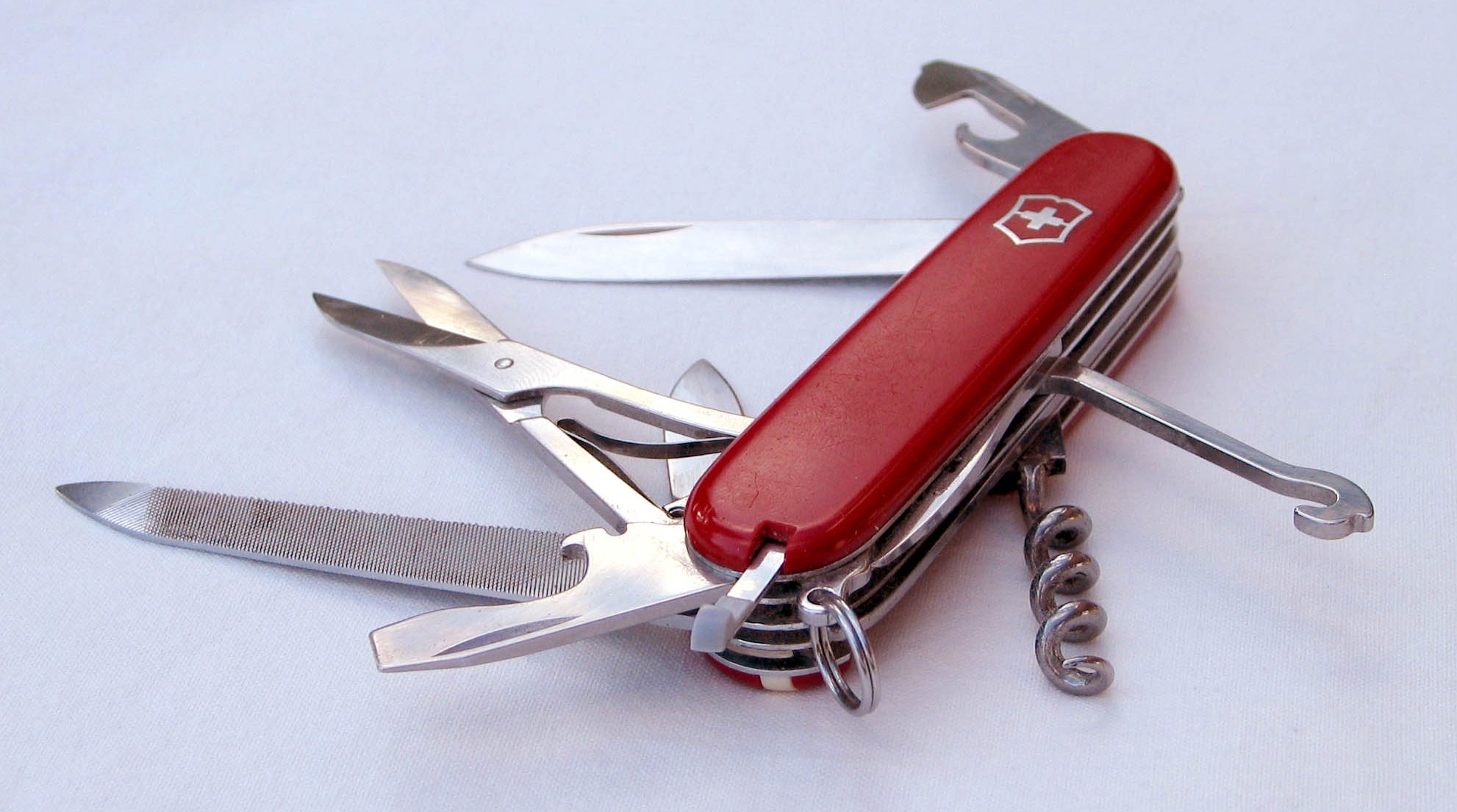
Un coltellino svizzero Victorinox
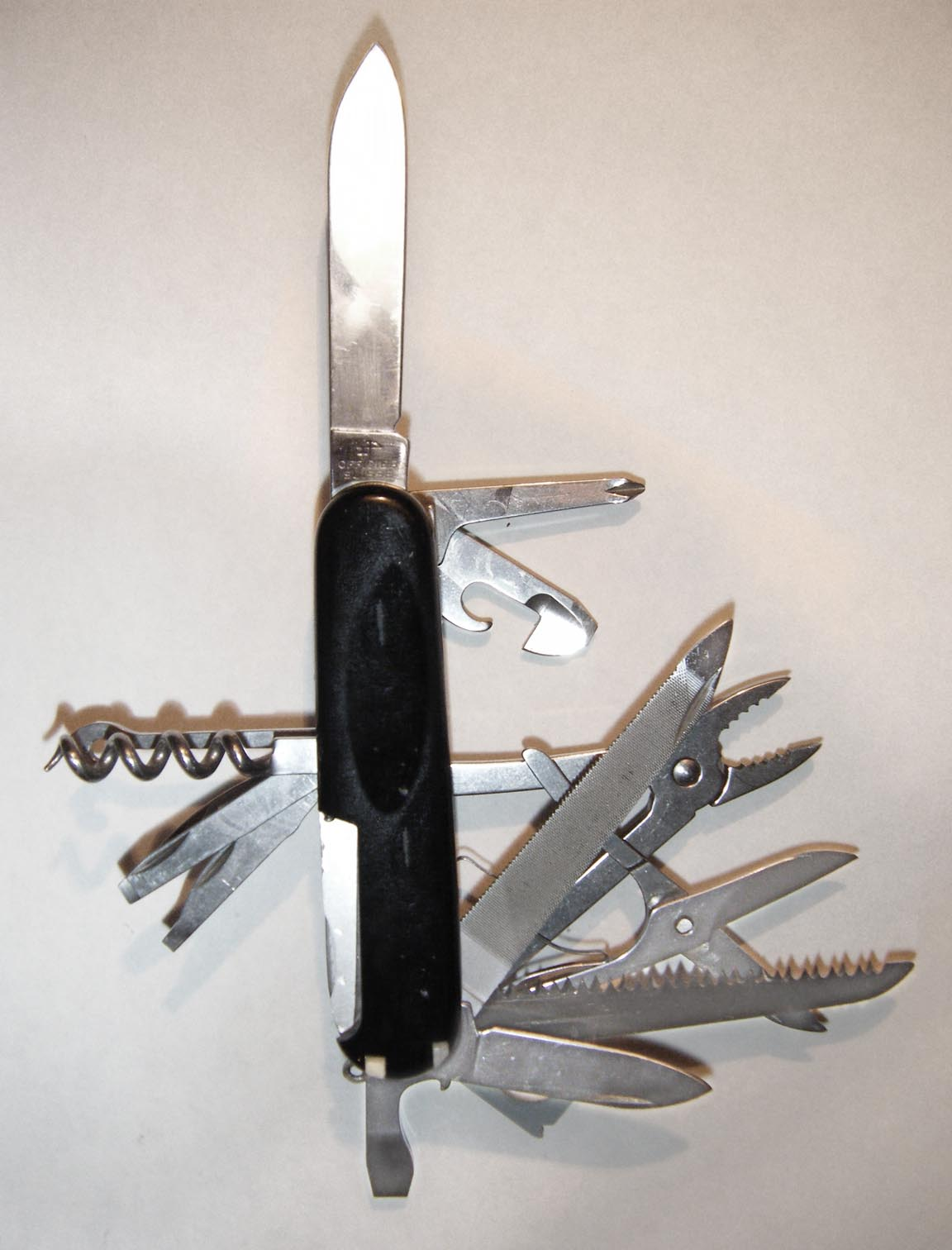
Altro coltellino Victorinox: si noti la grande quantità di attrezzi presenti